# XtraChallenge
El XtraChallenge es una competición universitaria de drones que se celebra anualmente en Valencia, España. Fue creada en 2022 por estudiantes del proyecto XTRA2 UPV de la Universidad Politécnica de Valencia, basándose en el concurso internacional Air Cargo Challenge (ACC).
El objetivo del concurso es diseñar y construir aeronaves no tripuladas que sean capaces de transportar una carga útil lo más rápido posible de acuerdo a la normativa que se publica para cada edición del concurso.
El organizador del evento es el proyecto XTRA2 UPV, en representación de la Universidad Politécnica de Valencia, y la Federación de Deportes Aéreos de la Comunidad Valenciana.

## Origen del Concurso
Dado el carácter bienal de la ACC, el auge de las aeronaves no tripuladas y la necesidad de un relevo generacional en este grupo de la UPV, XTRA2 decidió crear un taller de diseño y construcción de aeromodelos en la Universidad Politécnica de Valencia en 2022. Para motivar a los participantes se creó un concurso interno pero la propuesta suscitó gran interés en otras universidades españolas, por lo que se acabó celebrando la competición a nivel nacional año a año desde 2023.

## Reglamento
El reglamento del XtraChallenge es distinto para cada edición. En líneas generales, todas las ediciones proponen fabricar una aeronave no tripulada a control remoto de dimensiones acotadas que sea capaz de transportar una carga de pago a la mayor velocidad posible.
Adicionalmente se puntúan una serie de informes, planos y presentaciones técnicas. También existen distintas bonificaciones relacionadas con la rapidez en realizar el proceso de carga o la capacidad de despegue corto.

## Resultados

### XtraChallenge 2023 - Edición I
La primera edición del XtraChallenge tuvo lugar del 12 al 14 de julio de 2023. En ella participaron 13 equipos vinculados a 5 universidades españolas. El evento se celebró en la Universidad Politécnica de Valencia, que albergó las pruebas estáticas; y en el campo de vuelo del Club L'Abella de La Alcudia, que acogió los vuelos de competición.
El evento se saldó con la victoria del Team Sturm, equipo de XTRA2 UPV, seguido de otros filiales del proyecto valenciano. 
| Puesto | Equipo                    | Universidad                         | Pts |
| ------ | ------------------------- | ----------------------------------- | --- |
| 1º     | #10 Team Sturm UPV        | Universidad Politécnica de Valencia | 850 |
| 2º     | #11 La Cort del Túria UPV | Universidad Politécnica de Valencia | 836 |
| 3º     | #04 Nervus UPV            | Universidad Politécnica de Valencia | 544 |
| 4º     | #09 Seven2Heaven UPV      | Universidad Politécnica de Valencia | 413 |
| 5º     | #05 UCA&AIR               | Universidad de Cádiz                | 370 |
| 6º     | #07 VANTUS                | Universidad de Sevilla              | 339 |
| 7º     | #08 Olivert UPV           | Universidad Politécnica de Valencia | 336 |
| 8º     | #06 The Bullpen UPV       | Universidad Politécnica de Valencia | 329 |
| 9º     | #02 UVigo Aerotech vol.2  | Universidad de Vigo                 | 270 |
| 10º    | #03 SAETA UC3M            | Universidad Carlos III de Madrid    | 251 |
| 11º    | #01 UVigo Aerotech vol.1  | Universidad de Vigo                 | 233 |
| 12º    | #12 Apolo 5 UPV           | Universidad Politécnica de Valencia | 208 |
| 13º    | #13 Sunshine UPV          | Universidad Politécnica de Valencia | 117 |

### XtraChallenge 2024 - Edición II
La segunda edición del XtraChallenge se celebró del 23 al 26 de julio de 2024. En esta edición participaron 15 equipos de diversas universidades y clubes de aeromodelismo. El evento tuvo lugar nuevamente en la Universidad Politécnica de Valencia y en el campo de vuelo del Club L'Abella de La Alcudia (Valencia).
Esta edición estuvo marcada por la creación de una categoría adicional, la Categoría de Clubes, que se celebró en paralelo con la Categoría Académica original; y por la presencia de un equipo internacional invitado, el ECLift del École Centrale de Lyon (Francia), equipo que acabó consagrándose como campeón del concurso.
| Puesto | Equipo                 | Universidad                         | Pts |
| ------ | ---------------------- | ----------------------------------- | --- |
| 1º     | #06 ECLift             | École Centrale de Lyon (Francia)    | 562 |
| 2º     | #11 SAETA T1 UC3M      | Universidad Carlos III de Madrid    | 457 |
| 3º     | #12 UCA&AIR            | Universidad de Cádiz                | 404 |
| 4º     | #07 SAETA T2 UC3M      | Universidad Carlos III de Madrid    | 348 |
| 5º     | #03 G3 UPV             | Universidad Politécnica de Valencia | 340 |
| 6º     | #05 LuftSieger UPV     | Universidad Politécnica de Valencia | 248 |
| 7º     | #01 RUHE UPV           | Universidad Politécnica de Valencia | 230 |
| 8º     | #10 The North Pole UPV | Universidad Politécnica de Valencia | 198 |
| 9º     | #09 Trencalòs Team UPC | Universidad Politécnica de Cataluña | 173 |
| 10º    | #04 Matsia UPV         | Universidad Politécnica de Valencia | 164 |
| 11º    | #02 UVigo Aerotech     | Universidad de Vigo                 | 139 |
| 12º    | #08 DIANA UCLM         | Universidad de Castilla-La Mancha   | 123 |

| Puesto | Equipo               | Club                       | Pts |
| ------ | -------------------- | -------------------------- | --- |
| 1º     | #16 Eagle Fly Team 1 | Club Aeromodelismo Alzira  | 675 |
| 2º     | #17 Eagle Fly Team 2 | Club Aeromodelismo Alzira  | 665 |
| 3º     | #18 Eagle Fly Team 3 | Club Aeromodelismo Alzira  | 574 |
| 4º     | #15 Club Xaloc       | Club d'Aeromodelisme Xaloc | 512 |

### XtraChallenge 2025 - Edición III
La tercera edición del certamen, celebrada del 8 al 11 de julio de 2025 en Valencia, se diferenció por requerir a los participantes una misión más compleja. Los equipos debían transportar la mayor cantidad de agua en sus aviones, despegar lo antes posible, alcanzar una altura objetivo, planear el mayor tiempo posible y recorrer el circuito clásico de mástiles de 1 km. Tras una semana de máxima competitividad, el campeón del concurso fue el equipo sevillano VANTUS #1. El podio lo completaron el filial de XTRA2, Kondor Aero UPV; y el equipo catalán y decano del aeromodelismo universitario, Trencalòs UPC:
| Puesto | Equipo                   | Universidad                         | Pts |
| ------ | ------------------------ | ----------------------------------- | --- |
| 1º     | #11 VANTUS #1            | Universidad de Sevilla              | 779 |
| 2º     | #10 Kondor Aero UPV      | Universidad Politécnica de Valencia | 755 |
| 3º     | #09 Trencalòs UPC        | Universidad Politécnica de Cataluña | 731 |
| 4º     | #06 ARTEMIS UPV          | Universidad Politécnica de Valencia | 722 |
| 5º     | #14 Saeta T1 UC3M        | Universidad Carlos III de Madrid    | 717 |
| 6º     | #13 VANTUS #2            | Universidad de Sevilla              | 709 |
| 7º     | #15 Saeta T2 UC3M        | Universidad Carlos III de Madrid    | 597 |
| 8º     | #07 S7EAM UPV            | Universidad Politécnica de Valencia | 593 |
| 9º     | #02 UVigo Aerotech: ÁINE | Universidad de Vigo                 | 517 |
| 10º    | #01 Saka TUDa            | Universidad Técnica de Darmstadt    | 503 |
| 11º    | #08 Navy Hawks UPV       | Universidad Politécnica de Valencia | 480 |
| 12º    | #04 EOLO UPV             | Universidad Politécnica de Valencia | 376 |
| 13º    | #05 Diana UCLM           | Universidad de Castilla-La Mancha   | 221 |
| 14º    | #12 ECLift               | École Centrale de Lyon              | 217 |
| 15º    | #03 UCA&AIR              | Universidad de Cádiz                | 144 |

| Puesto | Equipo                   | Club                       | Pts |
| ------ | ------------------------ | -------------------------- | --- |
| 1º     | #20 Flying Pigs          | Club Aeromodelismo Alzira  | 877 |
| 2º     | #19 SkyDragons           | Club Aeromodelismo Alzira  | 831 |
| 3º     | #18 TEAM ESPIGÜETE XALOC | Club d'Aeromodelisme Xaloc | 654 |
| 4º     | #17 TEAM XALOC GUARDO    | Club d'Aeromodelisme Xaloc | 0   |

## Estadísticas

### Número de Participaciones por Universidad (2023-2025)
| Puesto | Universidad                         | Ediciones | Total Presencias |
| ------ | ----------------------------------- | --------- | ---------------- |
| 1º     | Universidad Politécnica de Valencia | 3         | 18               |
| 2º     | Universidad Carlos III de Madrid    | 3         | 5                |
| 3º     | Universidad de Vigo                 | 3         | 4                |
| 4º     | Universidad de Cádiz                | 3         | 3                |
| =      | Universidad de Sevilla              | 2         | 3                |
| 6º     | École Centrale de Lyon              | 2         | 2                |
| =      | Universidad Politécnica de Cataluña | 2         | 2                |
| =      | Universidad de Castilla-La Mancha   | 2         | 2                |
| 9º     | Universidad Técnica de Darmstadt    | 1         | 1                |

### Medallero (2023-2025)
| Puesto | Equipo        | Universidad/Club                    | Participaciones       | Oro      | Plata          | Bronce   |
| ------ | ------------- | ----------------------------------- | --------------------- | -------- | -------------- | -------- |
| 1º     | XTRA2 UPV     | Universidad Politécnica de Valencia | 18 (2023, 2024, 2025) | 1 (2023) | 2 (2023, 2025) | 1 (2023) |
| 2º     | ECLift        | École Centrale de Lyon              | 2 (2024, 2025)        | 1 (2024) |                |          |
| =      | VANTUS        | Universidad de Sevilla              | 3 (2023, 2025)        | 1 (2025) |                |          |
| 4º     | SAETA UC3M    | Universidad Carlos III de Madrid    | 3 (2023, 2024, 2025)  |          | 1 (2024)       |          |
| 5º     | UCA&AIR       | Universidad de Cádiz                | 3 (2023, 2024, 2025)  |          |                | 1 (2024) |
| =      | Trencalòs UPC | Universidad Politécnica de Cataluña | 2 (2024, 2025)        |          |                | 1 (2025) |